# Три-Лейкс (тауншип, Миннесота)
Три-Лейкс (англ. Three Lakes) — тауншип в округе Редвуд, Миннесота, США. На 2000 год его население составило 185 человек.

## География
По данным Бюро переписи населения США площадь тауншипа составляет 91,7 км², из которых 91,7 км² занимает суша, водоёмов нет.

## Демография
По данным переписи населения 2000 года здесь находились 185 человек, 72 домохозяйства и 56 семей.  Плотность населения —  2,0 чел./км².  На территории тауншипа расположено 79 построек со средней плотностью 0,9 построек на один квадратный километр. Расовый состав населения: 100,00 % белых.
Из 72 домохозяйств в 29,2 % воспитывались дети до 18 лет, в 66,7 % проживали супружеские пары, в 6,9 % проживали незамужние женщины и в 22,2 % домохозяйств проживали несемейные люди. 16,7 % домохозяйств состояли из одного человека, при том 9,7 % из — одиноких пожилых людей старше 65 лет. Средний размер домохозяйства — 2,57, а семьи — 2,88 человека.
20,5 % населения — младше 18 лет, 9,7 % — в возрасте от 18 до 24 лет, 26,5 % — от 25 до 44, 25,4 % — от 45 до 64, и 17,8 % — старше 65 лет. Средний возраст — 42 года. На каждые 100 женщин приходилось 98,9 мужчин.  На каждые 100 женщин старше 18 приходилось 101,4 мужчин.
Средний годовой доход домохозяйства составлял 34 219 долларов, а средний годовой доход семьи —  34 531 доллар. Средний доход мужчин —  25 000  долларов, в то время как у женщин — 17 500. Доход на душу населения составил 14 896 долларов. За чертой бедности находились 2,2 % семей и 6,0 % всего населения тауншипа, из которых 13,6 % младше 18 лет.